# Corsari

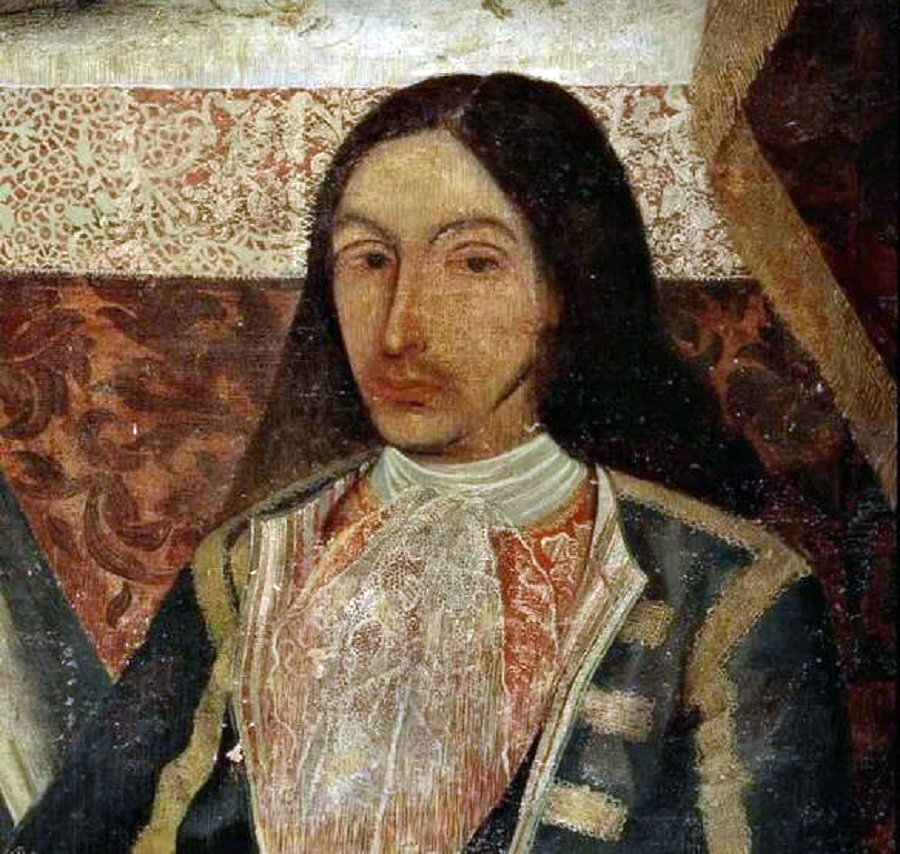
Amaro Pargo, el corsari espanyol més famós.

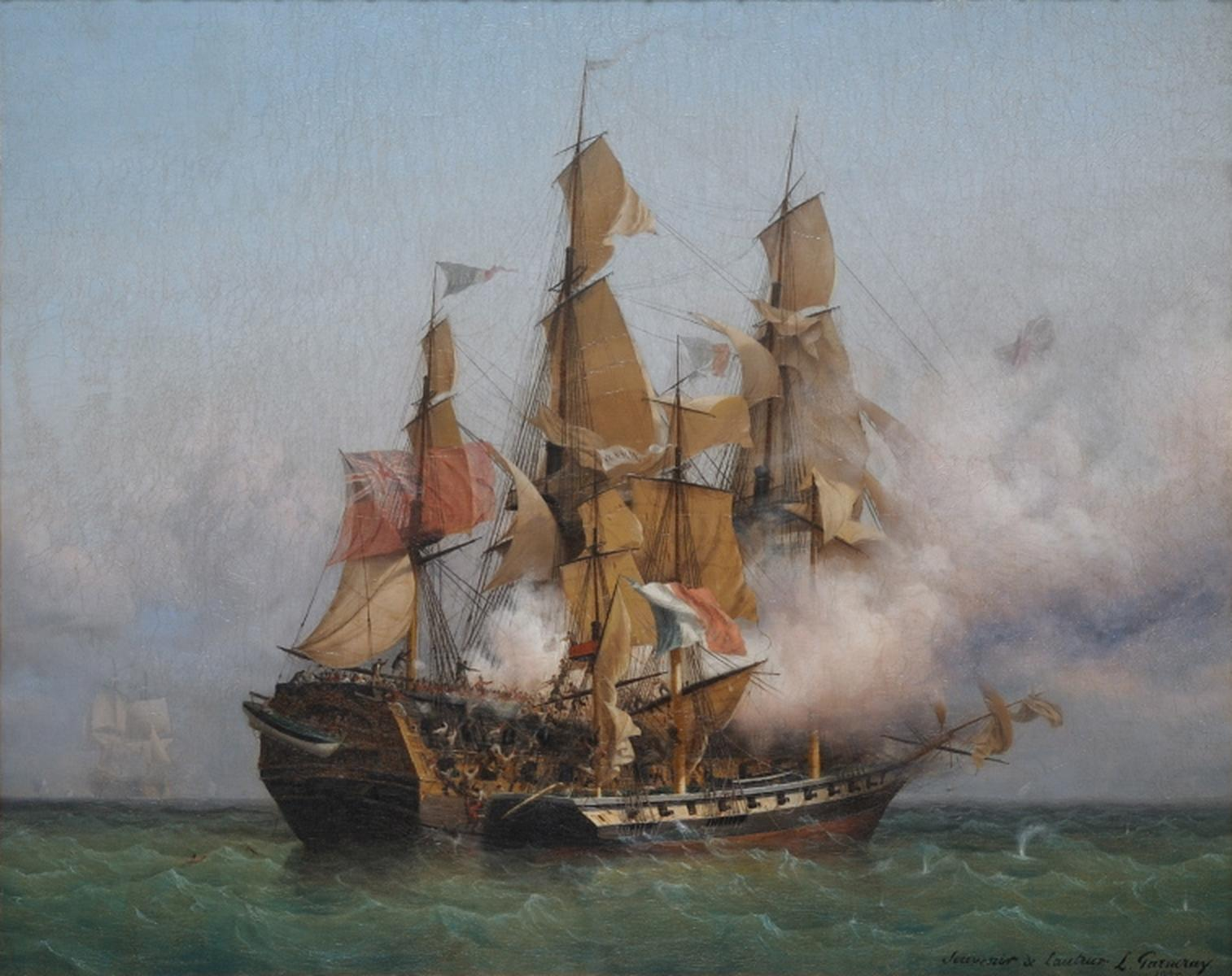
HMS Kent, vaixell comandat pel corsari Robert Surcouf.

Els corsaris eren mariners als quals un estat havia concedit una patent de cors. Aquest document els autoritzava a atacar els vaixells de països enemics i apoderar-se de la nau i de la seva càrrega.
En molts casos aquesta activitat era complementària del trànsit comercial però, en altres, va arribar a ser més important que la primera, acabant amb dedicació exclusiva al cors.
El corsari es diferenciava del pirata en què no atacava qualsevol vaixell, com aquest últim, sinó únicament aquells que la seva patent autoritzava i mai els del mateix estat.
L'activitat dels corsaris es va abolir a Europa el 16 d'abril de 1856 amb la Declaració de París, un document annex al Tractat de París (1856) que posava fi a la Guerra de Crimea, però que mai no va ser ratificat pels Estats Units, Espanya ni Mèxic.
També es va utilitzar durant la Segona Guerra Mundial per la Kriegsmarine.

## Corsaris famosos
- Sir Francis Drake
- Sir Henry Morgan
- Amaro Pargo
- Jean Bart
- Antoni Barceló i Pont de la Terra (1717-1797)
- Antoni Riquer i Arabí.

## Corsarisme als Països Catalans
- Corsarisme balear
- Coca Sant Climent
- Ordinacions sobre lo fet de la mar[1]